# Luigi Cibrario
Giovanni Antonio Luigi Cibrario (23 février 1802 – 1er octobre 1870) est un homme d'État et un historien italien. Cibrario est un bon exemple de la fidèle, travailleuse et honnête aristocratie piémontaise de la vieille école. Il donne son nom à la Via Luigi Cibrario, l'une des principales artères de Turin ainsi qu'au refuge Luigi Cibrario qui culmine à 2 616 m près de Usseglio. 

## Biographie[1]
Né à Usseglio, dans la province de Turin, il descend d'une famille piémontaise noble mais peu fortunée. À l'âge de seize ans, il obtient une bourse d'études, et à dix-huit il enseigne la littérature. Les vers qu'il adresse au roi Charles Albert à l'occasion de la naissance de son fils, le futur roi d'Italie Victor-Emmanuel, attire l'attention sur lui et marque le début d'une longue amitié.
Il entre dans la fonction publique du royaume de Sardaigne et est nommé en 1824 chargé de cours de droit canon et de droit civil. Passionné par l'étude des documents anciens, il est chargé d'explorer les archives de Suisse, de France et d'Allemagne en vue de recherches sur l'histoire de le Savoie.
Il est élu le 28 mai 1845 à l'Académie des sciences, belles-lettres et arts de Savoie, avec pour titre académique Agrégé.
Au cours des révolutions de 1848, après l'expulsion des Autrichiens de Venise, Cibrario est envoyé dans cette ville avec Colli afin de négocier son union avec le Piémont. Mais la proposition est tombée par le biais de nouvelles arrivées lors de l'armistice entre le roi Charles-Albert et l'Autriche, et les deux délégués font l'objet d'une manifestation hostile. En octobre 1848 Cibrario est nommé sénateur et après la bataille de Novare (mars 1849), lorsque Charles-Albert abdique et se retire dans un monastère près de Porto, Cibrario et le comte Giacinto di Collegno sont envoyés en qualité de représentants du Sénat pour exprimer la sympathie de cet organe avec le roi déchu. Il atteint Porto le 28 mai et après y avoir séjourné pendant un mois, il retourne à Turin, où il arrive juste avant la nouvelle de la mort de Charles-Albert.
En mai 1852, il devient ministre des Finances dans le cabinet du marquis d'Azeglio et est plus tard ministre de l'éducation dans celui de Cavour. La même année, il est nommé secrétaire de l’ordre des Saints-Maurice-et-Lazare. C'est lui qui, en 1853 dicte la note de protestation vigoureuse contre la confiscation par l'Autriche de la propriété des Lombards exilés qui ont été naturalisés dans le Piémont. Il appuie fermement Cavour dans sa politique de Crimée (1855) et lorsque le général La Marmora quitte le commandement de la force expéditionnaire et que Cavour prend ses fonctions de guerre, Cibrario est nommé ministre des affaires étrangères. Il dirige les affaires du département avec beaucoup de compétence et seconde habilement Cavour dans la réalisation de l'admission du Piémont au Congrès de Paris sur un pied d'égalité avec les grandes puissances.
À la suite de son retrait aux affaires étrangères, Cibrario est nommé comte. En 1860 il est médiateur entre le gouvernement de Victor-Emmanuel et la République de Saint-Marin, et organise un traité par lequel les dernières libertés sont garanties. Après la guerre de 1866 par laquelle l'Autriche perd la Vénétie, Cibrario négocie avec ce gouvernement pour la restitution de documents d'état et de trésors artistiques retiré par elle de la Lombardie et la Vénétie à Vienne.
Franc-maçon, en 1860 il est membre de la loge "Ausonia" et en 1863 de la loge "Cavour", les deux à Turin.
Le comte Cibrario est mort près de Salò, à proximité du lac de Garde, en automne 1870.

## Œuvres
En tant qu'écrivain et historien, son œuvre la plus importante au cours de sa vie fut Économie politique du Moyen âge (Turin, 1839), qui jouit d'une grande popularité à l'époque, mais elle est maintenant de peu de valeur. Son Della schiavitù e del servaggio (Milan, 1868-1869) a donné un compte de l'évolution et de l'abolition de l'esclavage et du servage. Parmi ses écrits historiques, les suivants méritent également d'être mentionnés :
- Delle artiglierie dal 1300 al 1700 (Turin, 1847)
- Origini e progresso della monarchia di Savoia (Turin, 1854)
- Degli ordini cavallereschi (Turin, 1846)
- Degli ordini religiosi (Turin, 1845)
- Memorie Segrete Charles Albert, écrit par ordre de Victor Emmanuel, mais ensuite retiré.
- Économie politique du Moyen Age (trad. Barneaud `, préf. Louis Wolowski), t. 1, Paris, Librairie Guillaumin et Cie, 1859, XLV, 362 (lire en ligne), t. 2, p. 350